# Història dels francs
La Història dels francs és una obra de Gregori de Tours, bisbe de Tours i historiador del segle VI. El títol originari n'és Deu llibres d'història (Decem libros historiarum). És una història universal del món i de l'Església cristiana, escrita des d'una perspectiva escatològica, des del Gènesi fins als regnats dels reis francs, l'any 572, a la qual s'afegeix un aplec de relats de la vida dels sants gals, compost des del 574 fins a la mort de Gregori i reunits sota el nom de Llibre(s) dels miracles.

## Obra
La història s'estén sobretot per la Gàl·lia merovíngia, que Gregori coneix millor: cinc dels deu llibres i el Llibre dels miracles es refereixen a l'època de l'autor. Aquest en dona una imatge molt fosca, i posa l'accent en les conseqüències nefastes del comportament de certs reis, en oposició al comportament dels seus avantpassats cristians, començant per Clodoveu I. És gràcies a la Història dels francs de Gregori de Tours que ens ha arribat la història del gerro de Soissons o del baptisme de Clodoveu I.
És per això que l'obra s'anomenà més tard Història dels francs (Historia Francorum) o Gestes dels francs (Gesta Francorum) o més simplement Cròniques (Chronicae). En qualsevol cas, és Gregori de Tours el pare d'una "història nacional" dels francs, el principal historiador dels merovingis i la font principal sobre els seus regnats.
L'obra és escrita en un llatí mig literari, mig parlat, de tal manera que Erich Auerbach en digué que “la llengua vernacla fa notar la seua presència arreu i sens dubte en aquesta obra». Amb això, Grégoire de Tours en cita un gran nombre de diàlegs, discursos i discussions.
Més endavant, la Història dels francs podria haver servit d'inspiració a altres cronistes, en particular a Beda el Venerable i la seua Història eclesiàstica del poble anglés ( Historia ecclesiastica gentis Anglorum). Tal volta pel llibre de Beda, un dels més populars d'Europa durant l'edat mitjana, el de Gregori en rebé el nom d'Història eclesiàstica dels francs (Historia ecclesiastica Francorum).
La Història dels francs, la continuaren durant els segles següents autors desconeguts, que reberen els noms de Fredegari i Pseudo-Fredegari.

## Com a document històric
Tret de l'inici del llibre I, Gregori de Tours feu servir diversos materials escrits. Per tant, es beneficià dels arxius eclesiàstics pel que fa a les històries de les esglésies, mentre que el seu coneixement de les guerres no era suficient, per manca de documents. Així, pel que fa a la vida de Clodoveu I, comptà amb una biografia de Remigi de Reims, escrita poc després de la mort d'aquest sant i millor que la que substituïa aquest escrit amb el nom del bisbe Venanci Fortunat, sense valor històric. A més a més, quan escrigué l'obra, n'hi havia testimonis encara vius, en particular els de l'antiga reina Clotilde de Borgonya, que havia viscut a la ciutat de Tours, de la qual Gregori era bisbe, a l'Abadia de Sant Martí.
Com que la mentalitat del segle VI era diferent de la dels nostres dies, cal que tota la informació d'aquest treball es verifique científicament. A més a més, se n'ha de fer una edició crítica. Aquests, però, són els millors documents o testimonis de l'època, gràcies “al seu esperit de recerca, un coneixement profund de la Gàl·lia del segle VI", així com al seu alt càrrec públic i al de la seua família. Per exemple, el rei de Borgonya Guntram va mantenir amistat amb aquest autor.
Quan va publicar la seua obra Clovis el 1896, Godefroid Kurth escrigué: "La Història dels francs de Gregori de Tours és, amb diferència, el més important de tots els documents històrics relatius a Clodoveu. Per si sol, supera en importància i interés tots els altres plegats. Si no el tinguéssem, d'aquest rei quasi no sabríem res més que la seua existència, i ací i allà un tret curiós. Sense aquesta, aquest llibre no s'hauria escrit. És essencial conéixer el valor d'un testimoni tan preat". Així doncs, aquesta és una de les millors fonts de l'alta edat mitjana. Tanmateix, si l'historiador Otto Gerhard Oexle veu en Gregori un cronista conscienciat, considera que el seu desig de produir històries que demostren i confirmen la fe cristiana fa que la seua obra siga «objectivament falsa».
Segons Rémi Brague, expert en pensament cristià medieval, de la Universitat de París I - Sorbona, aquesta obra és una de les més difícils d'analitzar per als estudiants, perquè l'embolic de dades històriques, metahistòriques, religioses i personals fa necessària una ment històrica crítica i, per tant, requereix una formació important en història i arxius.

## Composició
- Llibre I: resum de la història antiga i universal del món, i fins a la mort de Martí de Tours l'any 397
- Llibre II: des del 397 fins a la mort de Clodoveu I el 511
- Llibre III: des del 511 fins a la mort de Teodobert I el 547
- Llibre IV: des del 547 fins a la mort de Sigebert I el 575
- Llibre V: del 575 al 580, els primers cinc anys del regnat de Khildebert II
- Llibre VI: des del 580 fins a la mort de Khilperic I el 584
- Llibre VII: any 585
- Llibre VIII: des de juliol del 585, viatge de Guntram de Borgonya, fins a la mort de Leovigild l'any 586
- Llibre IX: del 587 al 589
- Llibre X: fins a l'agost del 591, és a dir, la mort de l'abat llemosí Sent Irièg; llista dels bisbes de Tours (del segle I al XIX)[6]

## Manuscrits
- Biblioteca Nacional de França, manuscrit llatí 17655, Gregorius Turonensis episcopus, Historia Francorum

Manuscrit acabat a finals del segle VII, probablement a l'Abadia de Luxeuil o a Saint-Pierre de Corbie. Del segle XIX, se'n conservà en aquest darrer. L'any 1756, la Biblioteca del Rei va rebre aquest manuscrit.
- Biblioteca municipal de Cambrai, manuscrit 624.

Aquest manuscrit fou descobert, per Martin Bouquet, en una església de Cambrai. Consta de deu volums, sis dels quals foren escrits en lletres romanes uncials grans. Els quatre darrers en són menys antics.
- Biblioteca Reial de Bèlgica, manuscrit 9403.

Manuscrit mutilat, en el capítol 29 del llibre X; copiat en minúscula carolíngia a la segona meitat del segle VIII

### Publicacions originals
- 1561: Gregorii Turonensis, Historia Francorum, cum Adnis Viennensis chronicon, París[9]
- 1610: Grégoire de Tours, L'Histoire françoise de saint GRÉGOIRE de Tours, contenue en dix livres, augmentée d'un onzième livre, traduite du latin par CBD, traduction de Claude Bonet, Seb. du Molin, Tours[10]
- 1668: Gregori de Tours, Les Histoires de S. Grégori, évesque de Tours,  contenant ses livres de la Gloire des Martyrs et des Confesseurs, avec les quatre Livres de la Vie de S. Martin et celui de la Vie de Pères, traducció. de Michel de Marolles, Frédéric Leonard, París
- 1699: Gregory of Tours, traducció de Thierry Ruinart[11]
- 1823: Grégoire de Tours, Histoire des Francs, a la col·lecció de Mémoires relatifs à l'histoire de France, depuis la fondation de la monarchie française jusqu'au XIII siècle, traducció de François Guizot, J. -L. -J. Brière, París
- 1836-1838: Sancti Georgii Florentii Gregorii / Georges Florent Grégoire, Historiæ ecclesiasticæ Francorum / Ecclesiastical History of the Franks, text en llatí i traducció de Joseph Guadet i N. A. Taranne, 4 volums, Societat d'Història Francesa i Edició Renouard, París
- 1861: Grégoire de Tours, Histoire des Francs, nova edició de Guizot, ampliada amb geografia d'Alfred Jacobs, 2 volums, Librairie Acadomique, París[12]